# Krika (localité)
Pour les articles homonymes, voir Krika.
Krika est une localité de Suède. Elle est située sur la municipalité de Klippans Kommun et dans le comté de Skåne län, dans la partie sud du pays, à 500 km au sud-ouest de Stockholm, la capitale de la Suède. Krika est situé à 35 mètres au-dessus du niveau de la mer et compte 202 habitants.
Le terrain autour de Krika est plat au nord, mais au sud, il est vallonné. Le point le plus élevé de la région est de 172 mètres de haut à 1,6 km au sud de Krika. Il y a environ 34 personnes par kilomètre carré autour de Krika, la population est donc relativement petite. La plus grande ville la plus proche est Klippan, à 4,0 km au nord de Krika. La zone autour de Krika est presque entièrement couverte de forêt mixte. Dans la région autour de Krika, les lacs sont très nombreux.
Le climat est hémiboréal. La température moyenne est de 6 °C. Le mois le plus chaud est juillet, à 16 °C, et le mois le plus froid est janvier, à −6 °C.